# John Nolland
John Nolland (1948) è un presbitero e biblista australiano.

## Biografia
Dopo avere conseguito il bachelor in matematica all'Università del New England ad Armidale, Nolland ha deciso di dedicarsi agli studi religiosi e si è iscritto al Moore Theological College a Sydney, dove ha conseguito il bachelor in teologia. Ha poi conseguito il Bachelor of Divinity all'Università di Londra. Nel 1971 è stato ordinato prete anglicano e per alcuni anni ha svolto il suo ministero in una parrocchia della periferia di Sydney. Successivamente ha approfondito i suoi studi all'Università di Cambridge, dove ha conseguito il Ph.D. nel 1978. Nello stesso anno si è trasferito in Canada per assumere l’incarico di professore assistente di Nuovo Testamento al Regent College a Vancouver. Rimasto vedovo della moglie Gail, si è risposato con Lisa Severine. Nel 1986 si è trasferito con la famiglia a Bristol per insegnare al Trinity College. Nolland si è fatto apprezzare come insegnante e ha dimostrato di avere buone capacità amministrative, per cui ha ricoperto per alcuni anni l'incarico di vice preside. Dopo il suo ritiro dall'insegnamento, nel 2009 è stato nominato professore onorario dell'Università di Bristol. Nolland ha scritto diversi libri e numerosi articoli. Ha avuto due figli, un maschio e una femmina.

## Libri pubblicati
- Luke 1:1-9:20, Thomas Nelson, 1989
- Luke 9:21-18:34, Thomas Nelson, 1993
- Luke 18:35-24:53, Thomas Nelson, 1993
- The Gospel of Matthew: a commentary on the Greek text, Eerdmans, 2005
- Con Daniel M. Gurtner (coautore), Built Upon the Rock: studies in the Gospel of Matthew, Eerdmans, 2008